# Natuurpark Sierra de Castril

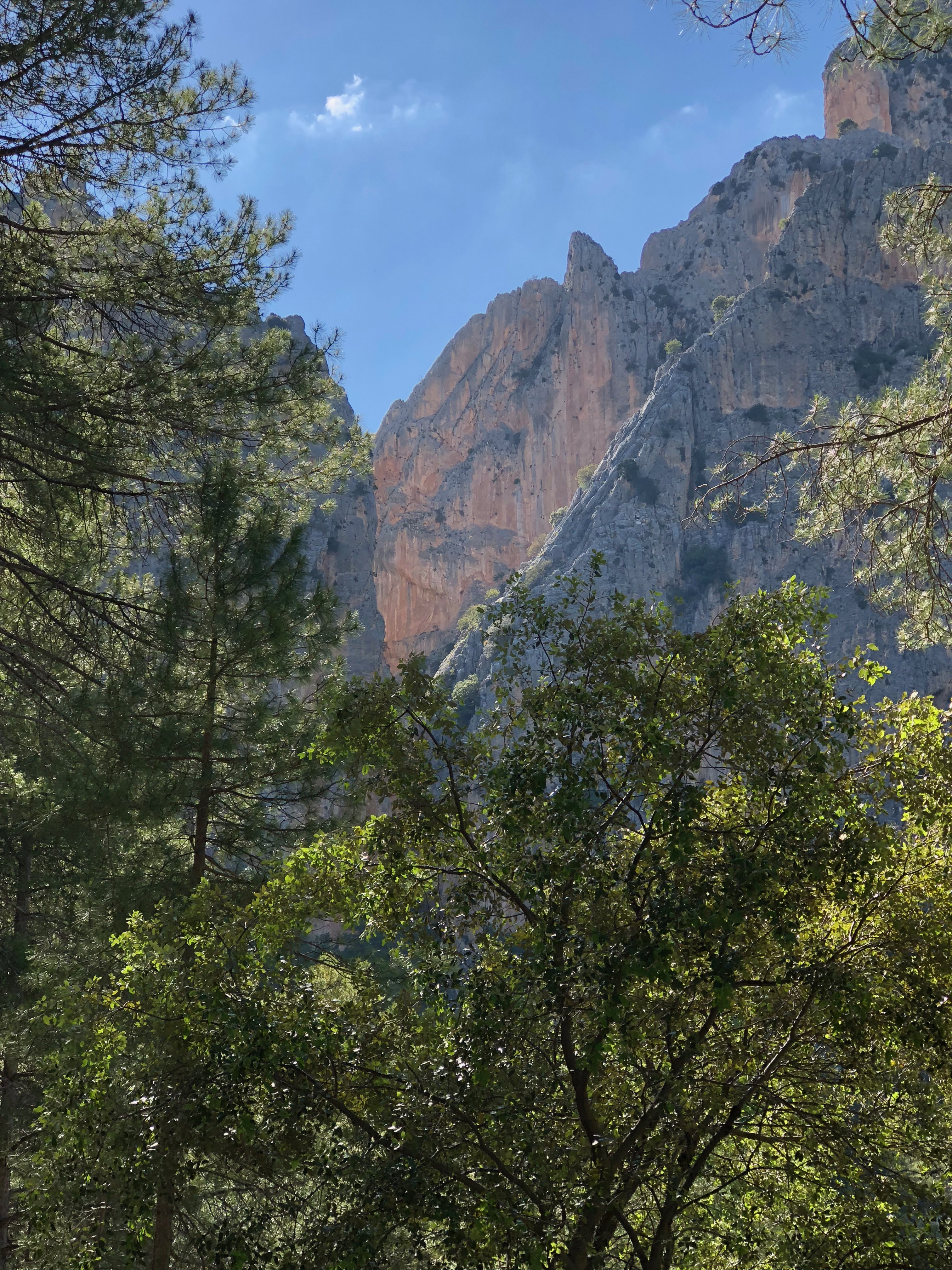

Het Natuurpark Sierra de Castril (Spaans: Parque natural de la Sierra de Castril) is een natuurpark in Andalusië in Spanje. Het natuurpark werd opgericht in 1989 en is 12300 hectare groot. Het natuurpark omvat gebergtes, grotten, bossen van zwarte den. In het park komt Spaanse steenbok, lammergier, steenarend en vale gier voor. 